# TEAP
TEAP（Test of English for Academic Purposes、ティープ）は、上智大学と日本英語検定協会が共同開発した大学入試向けの英語運用能力測定試験である。

## 概要
- 1年に3回試験が行われ、試験は「読む（Reading）」「聞く（Listening）」「書く（Writing）」「話す（Speaking）」の4技能を測定する。
- 各技能100点満点、合計400点満点である。
- スコアは2年間有効。高校1年生から受験可能である。

## 問題構成

### Reading（リーディング）
- 試験時間70分　問題数60問　全問マークシートによる択一選択方式
- 英検2級～準1級程度やセンター入試の英語問題同様に語彙問題、短文問題、長文問題で構成されている。英文にはグラフ図が含まれている問題もある。

### Listening (リスニング）
- 試験時間50分　問題数50問　全問マークシートによる択一選択方式
- 英検準1級から2級程度、センター入試の英語のリスニング問題に類似している。英検準1級同様に「設問文がある問題・ない問題」がある。センター入試同様に「英文を聞いてグラフを選ぶ問題」等が含まれている。

### Writing (ライティング）
- Part1は論述問題を読んで70語程度の英文に要約する問題。
- Part2はグラフや図とそれに関する長文の要約と内容に対する自分の意見を200字程度で書く問題。IELTSのWritingのPart1に類似している。

### Speaking（スピーキング）
- 英検やIELTS同様に試験官と1対1のインタビュー形式。
- 内容は英検やIELTSのSpeaking問題に類似している。

## 採用例
上智大学では、従来の学科別試験とは別にTEAP利用型入試を行っている。

## 採用している大学の一覧
- 青山学院大学
- 学習院大学
- 神田外語大学
- 関東学院大学
- 上智大学
- 中央大学
- 筑波大学
- 東京理科大学
- 獨協大学
- 武蔵野大学
- 明治大学
- 立教大学
- 早稲田大学
- 金沢星稜大学
- 北陸大学
- 中京大学
- 南山大学
- 名城大学
- 関西大学
- 関西学院大学
- 近畿大学
- 神戸海星女子学院大学
- エリザベト音楽大学
- 立命館アジア太平洋大学
- 福岡大学
- 西南学院大学等

2017年現在では70程の大学が採用している。